# 聖塞巴斯提安圍城戰 (1813年)
聖塞巴斯提安圍城戰發生於1813年7月7日至25日，是半島戰爭後期的一場圍城戰，由路易·伊曼紐爾·雷伊領導的法軍成功抵御威靈頓公爵領導的英葡聯軍猛烈的圍攻。

## 第一次圍攻
英軍第一个目标是攻占一座位于角堡以南高地的修道院。 7月11 日，開始在修道院180公尺遠處架設了兩門火砲，于7月13日完成了架設。持续的砲擊直到7月17日将修道院变成了废墟，它被英軍毫无困难地占领。 
7月13日，沙丘中的三个火砲开始砲擊，位於河流以东550公尺和1,200公尺，由沟槽连接。並开始對城镇的墙壁和塔楼砲擊，直到7月23日已经打出三處漏洞。 
被攻陷的修道院被设计用来保护它免受法軍的進攻，并建造火砲向角堡和城镇开火。7月20日，一条平行的沟渠横穿半岛中間的角堡，英軍发现一条大排水沟从地下通向角堡。决定在排水管的尽头進攻。
7月25日黎明时分，英軍发动了攻击，但由于天太黑而无法得到炮兵的支援。法軍的角堡遭到袭击，但英軍后续部队過晚進攻，先遣队被击退。後來部隊在沙灘上被法軍砲火擊退，造成了巨大的生命损失。
英军共有693人死伤，316人被俘，其中包括在领导敢死隊时受伤的哈里·琼斯。而法軍阵亡58人，受伤258人。
围攻失败使得威靈頓產生撤退的念頭。於此同時，7月25日，威灵顿得知苏尔特发动了攻击。决定撤退，直到收到补给。
停止砲擊期間，法軍向外進攻数次，俘虏了200名士兵。 

## 註腳
1. 1 2  Porter 1889，第338頁.
2. ↑  Oman 1930，第529頁.
3. 1 2 3  London 1866.
4. 1 2  Porter 1889，第337頁.
5. ↑  Porter 1889，第336頁.
6. 1 2  Porter 1889，第341頁.